# Cantenac (Schiff)
Die Cantenac war das erste ausschließlich durch Gasturbinen angetriebene Frachtschiff weltweit.

## Geschichte
Im Jahr 1951 wurde einer der vier Dieselmotoren des dieselelektrisch angetriebenen Tankers Auris des Ölkonzerns Royal Dutch Shell durch eine Gasturbine ersetzt. Als 1953 der Bau des Küstenfrachter Cantenac bei der Werft Augustin Normand in Le Havre begonnen wurde befand sich die Auris noch in der Erprobungsphase vor einer 1956 folgenden kompletten Umrüstung auf Gasturbinen. Die Cantenac wurde im Januar 1954 fertiggestellt und an die ebenfalls in Le Havre ansässige Reederei Worms & Cie. abgeliefert. 1955 wurde das Schiff verlängert. 1961 erwarb das Unternehmen Gazocean die Cantenac und benannte sie nach dem gleichnamigen Chemiker in Marcelin Berthelot um. Gazocean ließ das Schiff in Le Trait zum LPG-Tanker mit sieben Tanks und rund 1100  m³ Ladetankvolumen umbauen und mit einer herkömmlichen Antriebsanlage mit einem SEMT Pielstick Zwölfzylinder-Viertakt-V-Motor versehen. Im Jahr 1968 wurde der Tanker auf Oceangas Hellas in Piräus übertragen und in Socrates umbenannt. 1971 wurde die Socrates auf die Gesellschaft Antarctic Gas in Panama übertragen und 1981 schließlich zum Abbruch verkauft.

### SchwesterschiffMerignac
Nach den Plänen der Cantenac lieferte die Werft Augustin Normand im August 1954 auch noch das Schwesterschiff Merignac an die Reederei Worms ab. Es wurde 1955 ebenso verlängert und 1958 an die Reederei Mutualista Açoreana in Lissabon veräußert, die es als Corvo einsetzte. Die Gasturbinenanlage blieb auf der Maia bis Anfang der 1970er Jahre in Betrieb und wurde dann durch einen Polar Zwölfzylinder-Viertaktmotor ersetzt. Im Jahr 1974 benannte die Gesellschaft Mutualista Açoreana das Schiff in Maia um. 1976 entfernte man auf der Werft Socarmar in Seixal die Antriebsanlage und nutzte das Fahrzeug als Barge weiter. Im Jahr 1998 erwarben José Moreira & Irmão aus Várzea do Douro die Maia, ließen sie auf der Werft Mochões in Alfeite erneut mit einer Antriebsanlage versehen und zum Schaufelhopperbagger umrüsten. Der Bagger wurde am Oberlauf des Douro eingesetzt und war 2011 noch in Fahrt.

## Technik
Die seinerzeit neuartige Antriebsanlage der beiden Schwesterschiffe wurde von der Société d’Etudes Mécaniques et Énergétiques entwickelt und bestand aus jeweils zwei Freikolben-Gasgeneratoren des Typs GS 34 und zwei Gasturbinen des Herstellers Alsthom. Die beiden Gasturbinen waren zusätzlich mit einer Rückwärtsturbinenstufe für den Manöverbetrieb ausgerüstet und wirkten jeweils über ein gemeinsames Untersetzungsgetriebe auf einen einzelnen Festpropeller. Die Anlagen dieses Typs zeichneten sich durch einen im Vergleich zur herkömmlichen Gasturbine deutlich besseren Wirkungsgrad aus. Beide Schiffe wurden später mit herkömmlichen Viertakt-Dieselmotoren versehen.